# Le corps est le tombeau de l'âme
« Le corps est le tombeau de l'âme » est une citation issue de la philosophie platonicienne. Elle est soutenue par Socrate dans le Gorgias, et prononcée avant cela dans le Cratyle. Il s'agit d'un jeu de mots basé sur une prosonomasie. 

## Histoire

### Origine
L'origine de l'expression est débattue. Pour l'historien de la philosophie Pierre Courcelle, l'image du corps comme tombeau serait d'origine pythagoricienne et non orphique. Platon rapporte en effet dans ses écrits que le poète Philolaos, de l'école pythagoricienne, serait à l'origine de cette expression. Il existe pourtant d'anciennes traces orphiques du terme. L'expression est reprise par les disciples pythagoriciens, que Platon a rencontrés. 

### Utilisation platonicienne
Le personnage de Socrate, tel qu'écrit par Platon, soutient un dualisme entre le monde sensible et le monde intelligible. Cela lui permet de construire la théorie des Idées. Dans son discours sur la nature de l'âme, Socrate avance qu'elle est constituée d'une partie intelligible, le noûs (l'intellect), et qu'elle est corrompue par le contact avec le monde sensible. 
En tombant ainsi dans le corps, siège du monde sensible, l'âme tombe dans un tombeau qui obscurcit sa vision. Le corps (sôma) est donc le tombeau (sêma) de l'âme. La vie terrestre est par conséquent la véritable mort. Pierre Courcelle fait cependant remarquer que le terme de sêma est équivoque, car il désigne également la marque, le signe, ou le gardien. Le corps est donc la geôle où l'âme est gardée.
Avec cette phrase, Platon s'oppose résolument à la conception qui prédominait chez Homère, selon laquelle le corps et l'âme ne faisaient qu'un.

## Postérité
Platon popularise l'expression et la pensée qui lui est associée. Plotin la reprend et essaie de prouver l'existence de l'âme. Avicenne reprend plus tard encore cette pensée platonicienne et l'approuve. Il se montre cependant en désaccord avec sa théorie de la damnation des damnés.
Michel Foucault renverse la proposition dans Surveiller et punir, dans le chapitre 1. Il écrit que l'âme (l'esprit) est à la fois « effet et instrument d'une anatomie politique », et qu'ainsi, « l'âme [est la] prison du corps ».